# Germolles-sur-Grosne
Germolles-sur-Grosne est une commune française située dans le département de Saône-et-Loire, en région Bourgogne-Franche-Comté.

## Géographie

### Localisation
La commune est située à 4 km de Tramayes, à 9 km de Matour, à 36 km de Mâcon. une partie de la commune appartient au Beaujolais et une autre partie au Mâconnais.

### Hydrographie
La Grosne, le Ruisseau de Tavoisy sont les principaux cours d'eau parcourant la commune.
La commune est arrosée par la Grosne, affluent de la Saône, qui prend sa source dans les monts du Beaujolais et se jette dans la Saône à Marnay.

### Climat
Pour des articles plus généraux, voir Climat de la Bourgogne-Franche-Comté et Climat de Saône-et-Loire.
En 2010, le climat de la commune est de type climat océanique dégradé des plaines du Centre et du Nord, selon une étude du Centre national de la recherche scientifique s'appuyant sur une série de données couvrant la période 1971-2000. En 2020, Météo-France publie une typologie des climats de la France métropolitaine dans laquelle la commune est exposée à un climat de montagne ou de marges de montagne et est dans une zone de transition entre les régions climatiques « Centre et contreforts nord du Massif Central » et « Nord-est du Massif Central ».
Pour la période 1971-2000, la température annuelle moyenne est de 11,5 °C, avec une amplitude thermique annuelle de 17,7 °C. Le cumul annuel moyen de précipitations est de 900 mm, avec 10,5 jours de précipitations en janvier et 7,6 jours en juillet. Pour la période 1991-2020, la température moyenne annuelle observée sur la station météorologique de Météo-France la plus proche, « Monsols », sur la commune de Deux-Grosnes à 9 km à vol d'oiseau, est de 10,6 °C et le cumul annuel moyen de précipitations est de 1 145,9 mm. 
La température maximale relevée sur cette station est de 38,3 °C, atteinte le 18 août 1943 ; la température minimale est de −21,1 °C, atteinte le 10 février 1956,,.
Les paramètres climatiques de la commune ont été estimés pour le milieu du siècle (2041-2070) selon différents scénarios d'émission de gaz à effet de serre à partir des nouvelles projections climatiques de référence DRIAS-2020. Ils sont consultables sur un site dédié publié par Météo-France en novembre 2022.

## Urbanisme

### Typologie
Au 1er janvier 2024, Germolles-sur-Grosne est catégorisée commune rurale à habitat très dispersé, selon la nouvelle grille communale de densité à sept niveaux définie par l'Insee en 2022.
Elle est située hors unité urbaine et hors attraction des villes,.

### Occupation des sols
L'occupation des sols de la commune, telle qu'elle ressort de la base de données européenne d’occupation biophysique des sols Corine Land Cover (CLC), est marquée par l'importance des territoires agricoles (76,6 % en 2018), une proportion identique à celle de 1990 (76,6 %). La répartition détaillée en 2018 est la suivante : prairies (65,3 %), forêts (23,4 %), zones agricoles hétérogènes (11 %), terres arables (0,3 %). L'évolution de l’occupation des sols de la commune et de ses infrastructures peut être observée sur les différentes représentations cartographiques du territoire : la carte de Cassini (XVIIIe siècle), la carte d'état-major (1820-1866) et les cartes ou photos aériennes de l'IGN pour la période actuelle (1950 à aujourd'hui).

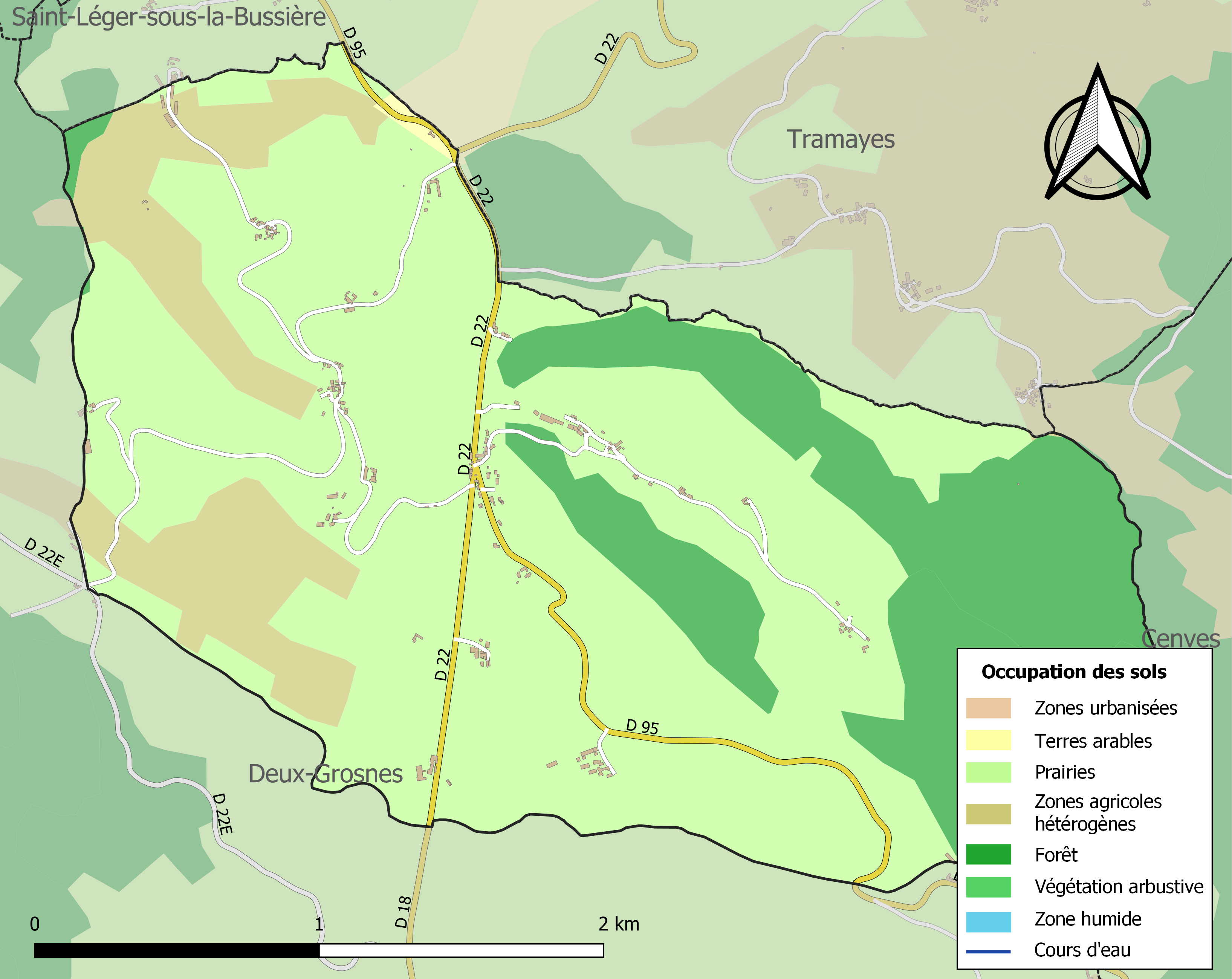
Carte des infrastructures et de l'occupation des sols de la commune en 2018 (CLC).

### Logements
Le nombre de logements existants dans la commune en 2014 est de 75 ; 53 sont des résidences principales, 10 des résidences secondaires ou des logements occasionnels et 6 sont des logements vacants. Le nombre de maisons est de 67 et celui des appartements de 8.

## Histoire
L'ancien château de Germolles, enlevé à Charles VII par les Armagnacs en 1423, fut la même année pris, incendié puis détruit par William de la Pole, comte de Suffolk, et ses Anglais.
Le nom de la commune date de 1913. Elle s'appelait antérieurement Germolles. L'adjonction de "sur-Grosne" résulte d'une décision présidentielle donnant satisfaction à une demande de la commune, approuvée par le conseil général de Saône-et-Loire. Sur proposition de M. Juillard, maire, suivant la délibération votée à l'unanimité par le conseil municipal, la demande était justifiée ainsi : « Il existe en Saône-et-Loire une agglomération, de même nom que la commune : Germolles, hameau de Mellecey, dont l'importance le fait souvent considérer, même par le service des postes, comme une commune. La seule manière efficace de remédier à ces inconvénients réels consiste à apporter une modification au nom de la commune ».

## Politique et administration

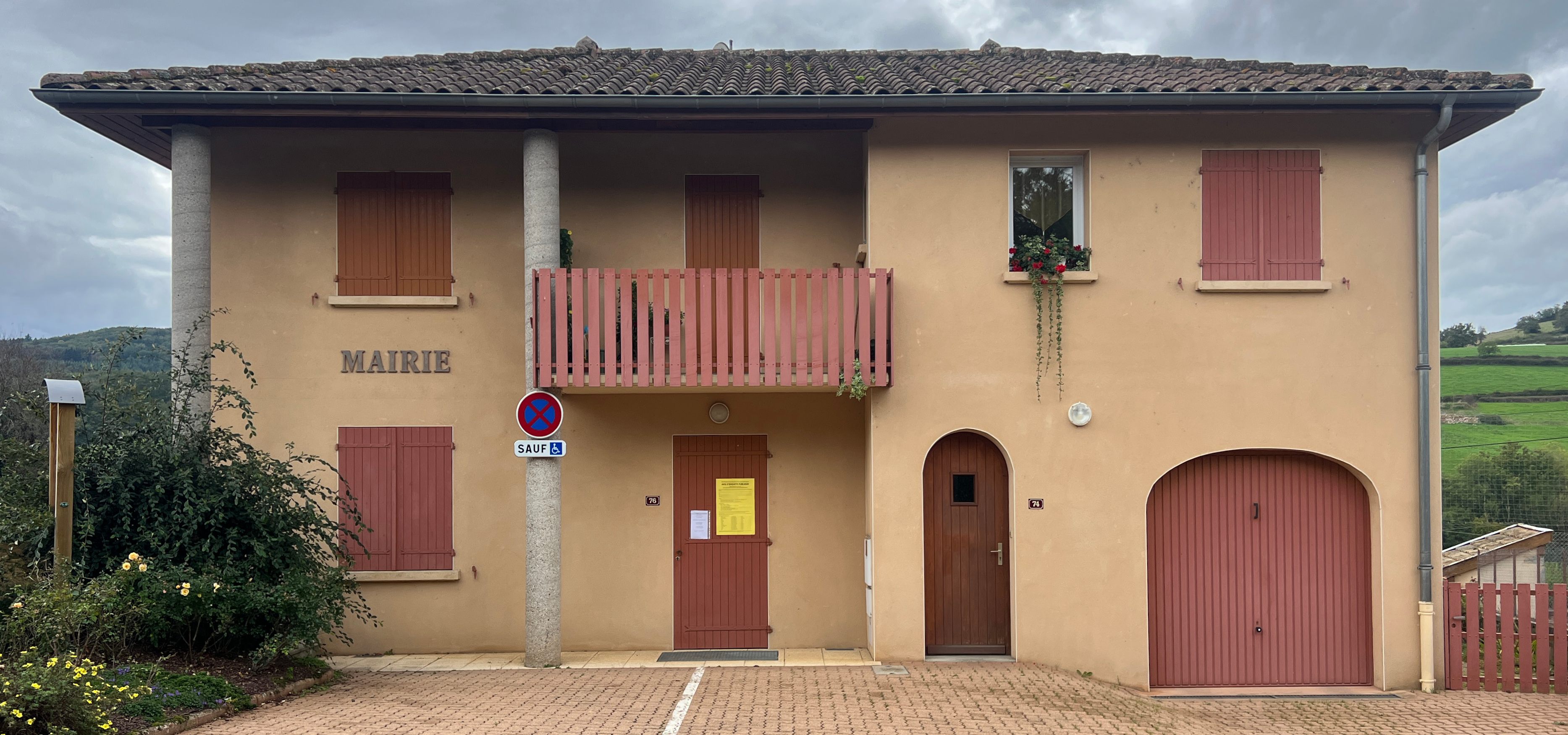
La mairie.

| Période                                  | Période   | Identité             | Étiquette | Qualité |
| ---------------------------------------- | --------- | -------------------- | --------- | ------- |
| avant 1995                               | ?         | Paul Perraud         |           |         |
| mars 2001                                | mars 2008 | Claudius Fayard      |           |         |
| mars 2008                                | En cours  | Jean-Noël Chuzeville |           |         |
| Les données manquantes sont à compléter. |           |                      |           |         |

## Population et société

### Démographie
L'évolution du nombre d'habitants est connue à travers les recensements de la population effectués dans la commune depuis 1793. Pour les communes de moins de 10 000 habitants, une enquête de recensement portant sur toute la population est réalisée tous les cinq ans, les populations de référence des années intermédiaires étant quant à elles estimées par interpolation ou extrapolation. Pour la commune, le premier recensement exhaustif entrant dans le cadre du nouveau dispositif a été réalisé en 2008.

En 2022, la commune comptait 130 habitants, en évolution de +2,36 % par rapport à 2016 (Saône-et-Loire : −1,06 %, France hors Mayotte : +2,11 %).
| 1793 | 1800 | 1806 | 1821 | 1831 | 1836 | 1841 | 1846 | 1851 |
| ---- | ---- | ---- | ---- | ---- | ---- | ---- | ---- | ---- |
| 300  | 304  | 347  | 369  | 391  | 403  | 430  | 447  | 445  |

| 1856 | 1861 | 1866 | 1872 | 1876 | 1881 | 1886 | 1891 | 1896 |
| ---- | ---- | ---- | ---- | ---- | ---- | ---- | ---- | ---- |
| 431  | 422  | 411  | 388  | 349  | 363  | 369  | 377  | 335  |

| 1901 | 1906 | 1911 | 1921 | 1926 | 1931 | 1936 | 1946 | 1954 |
| ---- | ---- | ---- | ---- | ---- | ---- | ---- | ---- | ---- |
| 304  | 310  | 267  | 237  | 236  | 205  | 189  | 178  | 145  |

| 1962 | 1968 | 1975 | 1982 | 1990 | 1999 | 2006 | 2008 | 2013 |
| ---- | ---- | ---- | ---- | ---- | ---- | ---- | ---- | ---- |
| 140  | 131  | 129  | 124  | 112  | 110  | 132  | 138  | 134  |

| 2018 | 2022 | - | - | - | - | - | - | - |
| ---- | ---- | - | - | - | - | - | - | - |
| 126  | 130  | - | - | - | - | - | - | - |

Les 130 habitants de la commune, au 31 décembre 2014, se répartissent en :  46 de moins de 30 ans, 53 de 30 à 59 ans et 30 de 60 ans et plus.
Parmi les 80 personnes qui ont entre 15 et 64 ans. 81,7 % sont des actifs ayant un emploi, 11  % sont chômeurs, 5,1 % sont élèves ou étudiants, 1,2 % sont retraités ou préretraités. Les 65 personnes ayant ont un emploi sont, pour 49 (74,5 %) des salariés et 16 (25,4 %) des non salariés.

### Enseignement
La commune appartient à un regroupement pédagogique intercommunal (RPI), celui des Grosne. Les classes sont réparties (en 2017) ainsi : école de Saint-Pierre-le-Vieux : petite et moyenne section maternelle, CE1,CM1 ; école de Saint-Léger-sous-la-Bussière : moyenne et grande section maternelle  ; école de Germolles-sur-Grosne : CP et CE1 ; école de Trambly : CM1, CM2.

## Économie
Sur le territoire communal il existe, en 2015, 23 établissements actifs. 11 appartiennent au secteur de l’agriculture (3 salariés au total). 2 au secteur de l'industrie (3 salariés au total) 1 est du secteur de la construction, 7 sont du secteur du commerce, des transports et des services divers (1 salarié au total, 1 est du secteur de l’administration publique, de l’enseignement, de la santé et de l’action sociale (1 salarié).

## Culture locale et patrimoine

### Lieux et monuments
- Le château de Gorze : ce château est longtemps resté la propriété d'une des principales familles du village mais il a été racheté il y a plusieurs années par des personnes extérieures. Aujourd'hui, seule une partie de la bâtisse a été restaurée.
- L'église romane Saint-Blaise, de Germolles-sur-Grosne avec ses tuiles coloriées. L’édifice initial est construit dans la seconde moitié du XIIe siècle ; au XIXe siècle des travaux de reconstruction sont entrepris dont le clocher, reconstruit à l’identique. L'église est église paroissiale depuis 1653, par séparation de l'église de Tramayes[20]. Elle comporte une nef unique. L’église domine le bourg, offrant une vue sur la vallée et le château de Gorze.
- Au hameau du Clairon : tour ronde, subsistance d'un ancien château dont Philibert de La Garde était seigneur en 1595.

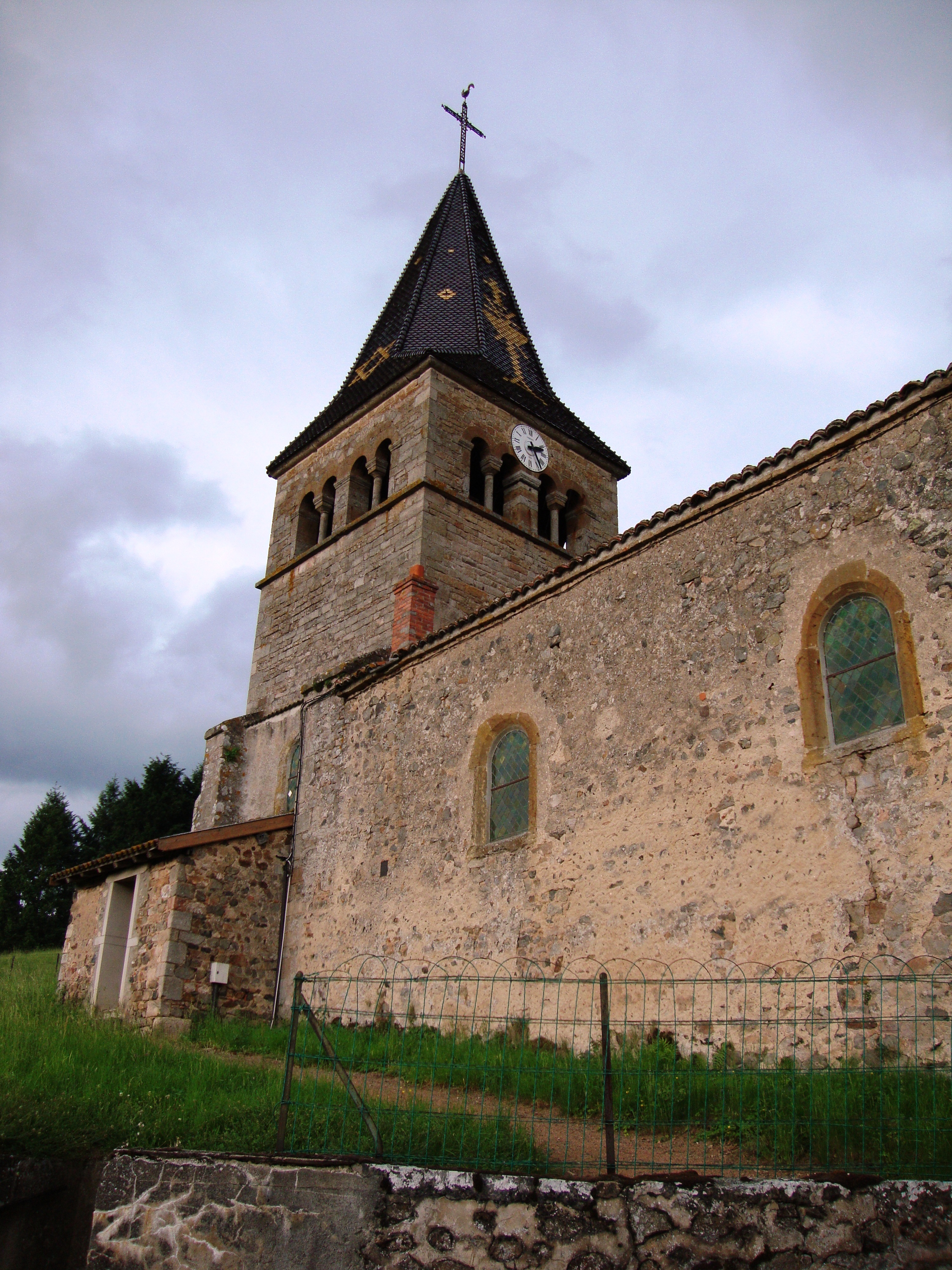
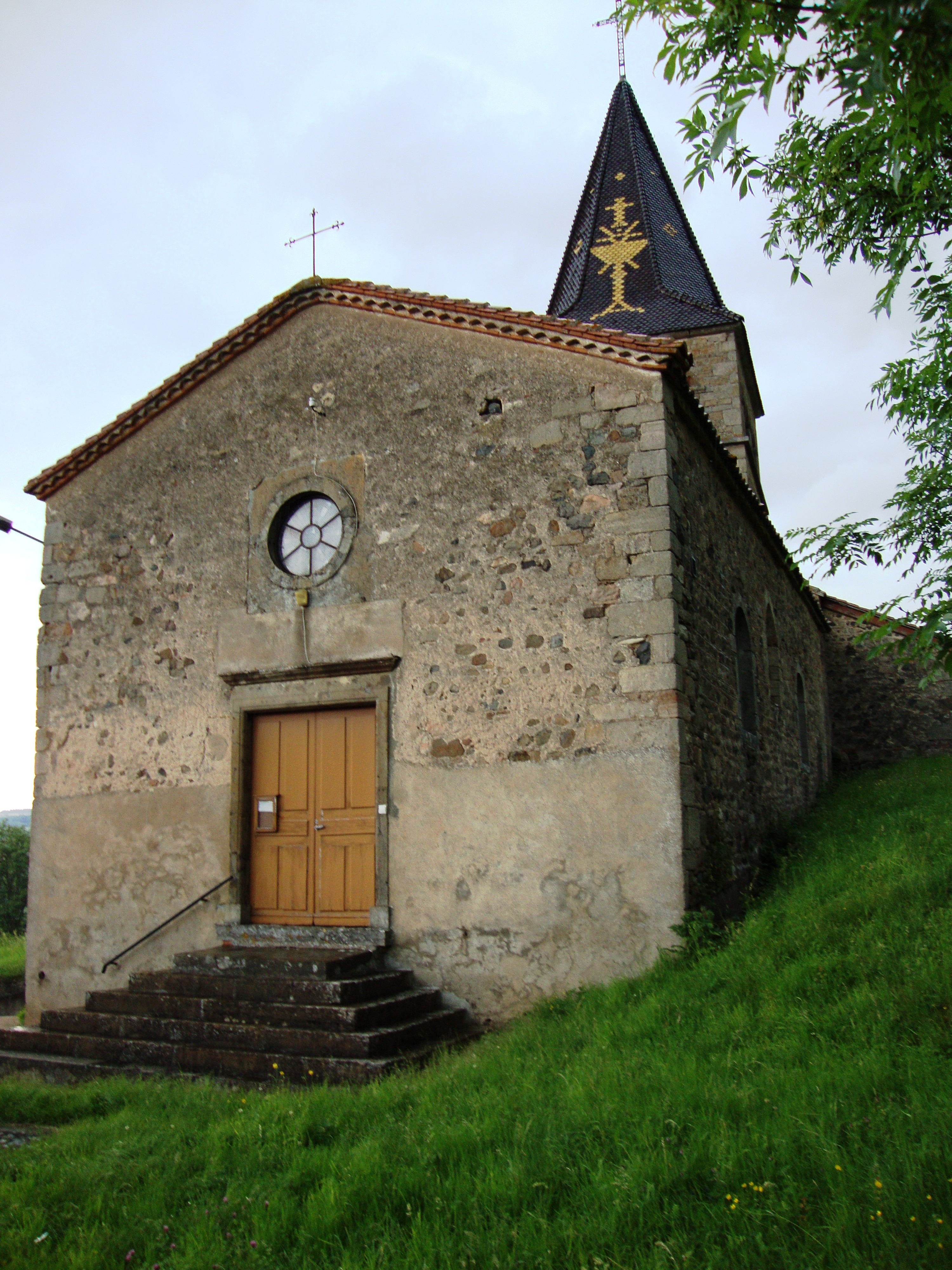
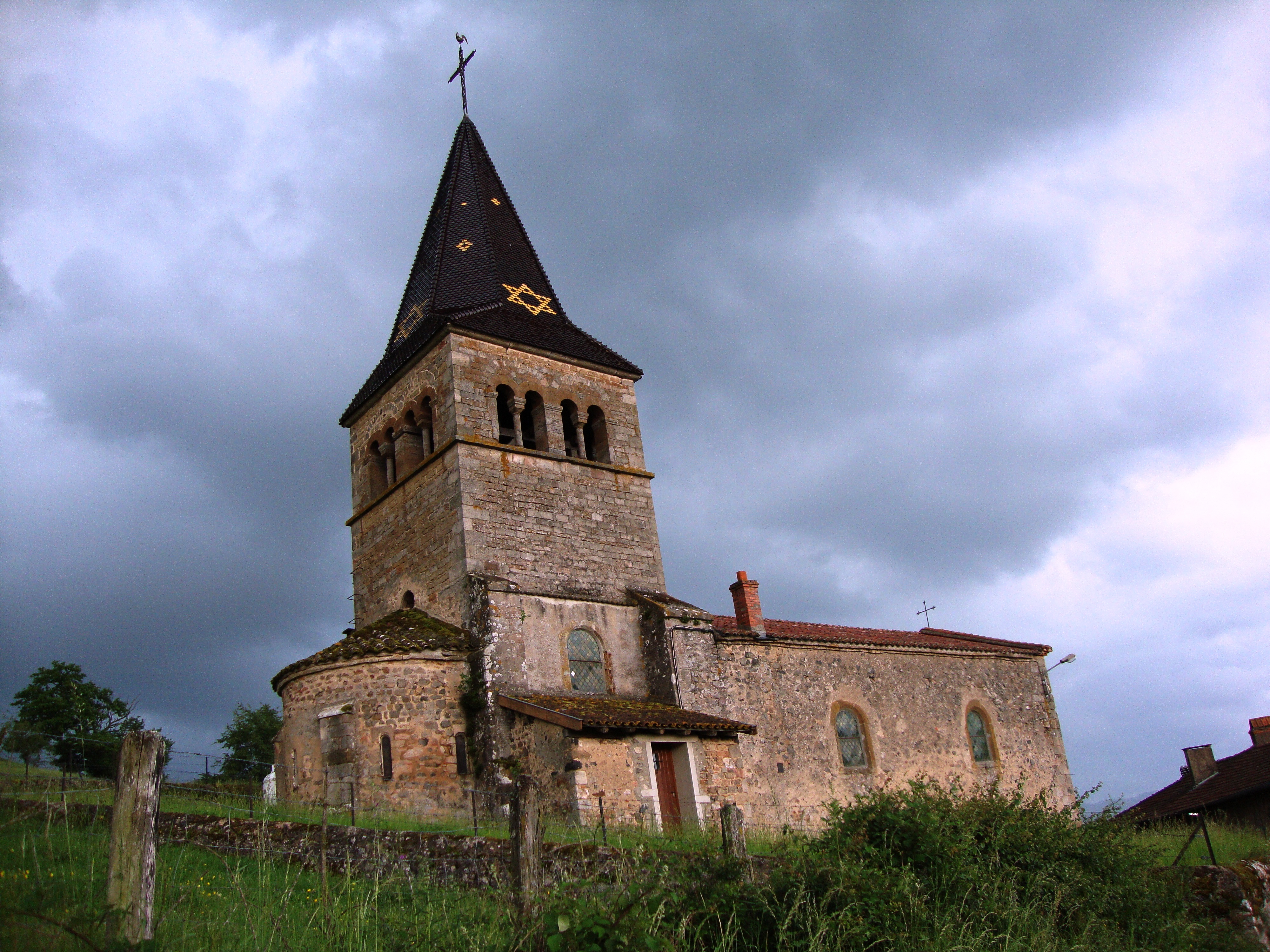

.

## Pour approfondir